# Chionaema brunnea
Chionaema brunnea là một loài bướm đêm thuộc phân họ Arctiinae, họ Erebidae.